# 2016-os Grand Prix of Indianapolis
A 2016-os Angie’s List Grand Prix of Indianapolis volt a 2016-os IndyCar Series szezon ötödik futama. A versenyt május 14-én rendezték meg az Indianai Indianapolisban. A versenyt az ABC közvetítette.

## Nevezési lista
| Csapat                         | Első versenyző | Első versenyző     | Második versenyző | Második versenyző | Harmadik versenyző | Harmadik versenyző | Negyedik versenyző | Negyedik versenyző |
| ------------------------------ | -------------- | ------------------ | ----------------- | ----------------- | ------------------ | ------------------ | ------------------ | ------------------ |
| Team Penske                    | 2              | Juan Pablo Montoya | 3                 | Hélio Castroneves | 12                 | Will Power         | 22                 | Simon Pagenaud     |
| Schmidt Peterson Motorsports   | 5              | James Hinchcliffe  | 7                 | Mihail Aljosin    |                    |                    |                    |                    |
| Chip Ganassi Racing Teams      | 8              | Max Chilton        | 9                 | Scott Dixon       | 10                 | Tony Kanaan        | 83                 | Charlie Kimball    |
| KVSH Racing                    | 11             | Sébastien Bourdais |                   |                   |                    |                    |                    |                    |
| A.J. Foyt Enterprises          | 14             | Szató Takuma       | 35                | Alex Tagliani     | 41                 | Jack Hawksworth    |                    |                    |
| Rahal Letterman Lanigen Racing | 15             | Graham Rahal       | 16                | Spencer Pigot     |                    |                    |                    |                    |
| Dale Coyne Racing              | 18             | Conor Daly         | 19                | Gabby Chaves      |                    |                    |                    |                    |
| Ed Carpenter Racing            | 6              | J. R. Hildebrand   | 21                | Josef Newgarden   |                    |                    |                    |                    |
| Andretti Autosport             | 26             | Carlos Muñoz       | 27                | Marco Andretti    | 28                 | Ryan Hunter-Reay   |                    |                    |
| PIRTEK Team Murray             | 61             | Matthew Brabham    |                   |                   |                    |                    |                    |                    |
| Andretti Herta Autosport       | 98             | Alexander Rossi    |                   |                   |                    |                    |                    |                    |

## Időmérő
Az időmérőt május 13-án, délután tartották. A pole-pozíciót Simon Pagenaud szerezte meg Charlie Kimball előtt. Harmadik lett az időmérő után diszkvalifikált Graham Rahal, a helyét így James Hinchcliffe örökölte meg.
| Helyezés              | #  | Versenyző          | Csapat                         | Első csoport | Második csoport | Top 12    | Fast 6    |
| --------------------- | -- | ------------------ | ------------------------------ | ------------ | --------------- | --------- | --------- |
| 1.                    | 22 | Simon Pagenaud     | Team Penske                    |              | 1:08,7556       | 1:08,7696 | 1:08,6868 |
| 2.                    | 83 | Charlie Kimball    | Chip Ganassi Racing            | 1:09,2451    |                 | 1:09,0607 | 1:08,9816 |
| Kiz[1]                | 15 | Graham Rahal       | Rahal Letterman Lanigan Racing |              | 1:09,0514       | 1:08,9684 | 1:09,1816 |
| 4.                    | 5  | James Hinchcliffe  | Schmidt Peterson Motorsports   |              | 1:09,0244       | 1:09,0086 | 1:09,2260 |
| Kiz[1]                | 21 | Josef Newgarden    | Ed Carpenter Racing            |              | 1:09,0106       | 1:09,1388 | 1:09,4316 |
| 6.                    | 41 | Jack Hawksworth    | A.J. Foyt Enterprises          | 1:09,1601    |                 | 1:09,0611 | 1:09,5141 |
| 7.                    | 10 | Tony Kanaan        | Chip Ganassi Racing            |              | 1:09,0845       | 1:09,2511 |           |
| 8.                    | 2  | Juan Pablo Montoya | Team Penske                    | 1:09,3260    |                 | 1:09,2645 |           |
| 9.                    | 9  | Scott Dixon        | Chip Ganassi Racing            | 1:09,2004    |                 | 1:09,4010 |           |
| 10.                   | 11 | Sébastien Bourdais | KVSH Racing                    | 1:09,2463    |                 | 1:09,4436 |           |
| 11.                   | 7  | Mihail Aljosin     | A.J. Foyt Enterprises          | 1:09,2537    |                 | 1:09,6771 |           |
| 12.                   | 12 | Will Power         | Team Penske                    |              | 1:08,6746       | 1:09,9297 |           |
| 13.                   | 8  | Max Chilton        | Chip Ganassi Racing            | 1:09,3289    |                 |           |           |
| 14.                   | 98 | Alexander Rossi    | Andretti Herta Autosport       |              | 1:09,1475       |           |           |
| 15.                   | 3  | Hélio Castroneves  | Team Penske                    | 1:09,4947    |                 |           |           |
| 16.                   | 61 | Matthew Brabham    | PIRTEK Team Murray             |              | 1:09,2944       |           |           |
| 17.                   | 28 | Ryan Hunter-Reay   | Andretti Autosport             | 1:09,5276    |                 |           |           |
| 18.                   | 6  | J. R. Hildebrand   | Ed Carpenter Racing            |              | 1:09,4377       |           |           |
| 19.                   | 26 | Carlos Muñoz       | Andretti Autosport             | 1:09,6457    |                 |           |           |
| 20.                   | 16 | Spencer Pigot      | Rahal Letterman Lanigan Racing |              | 1:09,4591       |           |           |
| 21.                   | 27 | Marco Andretti     | Andretti Autosport             | 1:09,7478    |                 |           |           |
| 22.                   | 14 | Szató Takuma       | A.J. Foyt Enterprises          |              | 1:09,4659       |           |           |
| 23.                   | 35 | Alex Tagliani      | A.J. Foyt Enterprises          | 1:10,4109    |                 |           |           |
| 24.                   | 18 | Conor Daly         | Dale Coyne Racing              |              | 1:09,4795       |           |           |
| 25.                   | 19 | Gabby Chaves       | Dale Coyne Racing              |              | 1:09,7720       |           |           |
| HIVATALOS VÉGEREDMÉNY |    |                    |                                |              |                 |           |           |

Megjegyzés:
- ↑ 1:  Graham Rahal és Josef Newgarden idejeit az időmérő után törölték, mert az autójuk súlya nem érte el a minimum súly értékét. A két versenyzőnek az utolsó két helyről kellett rajtolnia.[2]

## Rajtfelállás
| Rajtsor | Belső ív | Belső ív          | Külső ív | Külső ív           |
| ------- | -------- | ----------------- | -------- | ------------------ |
| 1.      | 22       | Simon Pagenaud    | 83       | Charlie Kimball    |
| 2.      | 5        | James Hinchcliffe | 41       | Jack Hawksworth    |
| 3.      | 10       | Tony Kanaan       | 2        | Juan Pablo Montoya |
| 4.      | 9        | Scott Dixon       | 11       | Sébastien Bourdais |
| 5.      | 7        | Mihail Aljosin    | 12       | Will Power         |
| 6.      | 8        | Max Chilton       | 98       | Alexander Rossi    |
| 7.      | 3        | Hélio Castroneves | 61       | Matthew Brabham    |
| 8.      | 28       | Ryan Hunter-Reay  | 6        | J. R. Hildebrand   |
| 9.      | 26       | Carlos Muñoz      | 16       | Spencer Pigot      |
| 10.     | 27       | Marco Andretti    | 14       | Szató Takuma       |
| 11.     | 35       | Alex Tagliani     | 18       | Conor Daly         |
| 12.     | 19       | Gabby Chaves      | 15       | Graham Rahal       |
| 13.     | 21       | Josef Newgarden   |          |                    |

## Verseny
A versenyt május 14-én, délután tartották. Pagenaud megtartotta vezető helyét a rajtnál, azonban mögötte Hinchcliffe megelőzte Kimballt. A rajtnál az előző indianapolisi futamokhoz hűen, ismét történt baleset: Tony Kanaan kiesett, Bourdais viszont pár kör lemaradással folytatni tudta a versenyt. Az újraindítást követően Pagenaud ellépett a mezőnytől, viszont hátul a 4 Formula–1-es futamon induló Alexander Rossi kergette hibába Will Powert, aki a fűre kerülve többször megpördült, így az utolsó helyre esett vissza. Eközben Montoya feljött a negyedik helyre, miután megelőzte a remekül kvalifikáló Hawksworth-ot. A 20. körben Pagenaud kijött az első kerékcseréjére, de az egy körrel utána érkező Kimball átvette a vezetést a csapat rettentően gyors munkájának köszönhetően, igaz a Team Penske pilótája a felmelegített gumikon visszavette a vezető helyet. A 37. körben Bourdais autója megállt a pályán, emiatt egész pályás sárga zászlós körök következtek. Ezalatt az időszak alatt a boxutcának zárva kellett lennie, J. R. Hildebrand pechére, akinek autójából kifogyott az üzemanyag. 
A periódus után Dalyn és Castronevesen kívül mindenki a boxba hajtott. Daly elhúzott a mezőnytől, majd boxkiállása után a harmadik helyre ért vissza. Két kör múlva a brazil is kijött kerékcserére, de ő már Daly elé, a második helyre tért vissza. Daly nem tudta tartani a Penskesek tempóját, a 70. körben Hinchcliffe, 6 körrel később pedig Rahal is Kimball is megelőzte őt. 
Pagenaud sorozatban a harmadik győzelmét aratta Castroneves és Hinchcliffe előtt. A Top 5-be még Rahal és Kimball fértek be a helyi Daly előtt.
| Helyezés              | #  | Versenyző          | Csapat                         | Futott kör (Kiesés oka) | Rajthely | Élen töltött körök száma | Pont |
| --------------------- | -- | ------------------ | ------------------------------ | ----------------------- | -------- | ------------------------ | ---- |
| 1.                    | 22 | Simon Pagenaud     | Team Penske                    | 82 (1:50:18,5823)       | 1        | 57                       | 54   |
| 2.                    | 3  | Hélio Castroneves  | Team Penske                    | 82                      | 13       | 7                        | 41   |
| 3.                    | 5  | James Hinchcliffe  | Schmidt Peterson Motorsports   | 82                      | 3        | –                        | 35   |
| 4.                    | 15 | Graham Rahal       | Rahal Letterman Lanigan Racing | 82                      | 24       | 2                        | 33   |
| 5.                    | 83 | Charlie Kimball    | Chip Ganassi Racing            | 82                      | 2        | 2                        | 31   |
| 6.                    | 18 | Conor Daly         | Dale Coyne Racing              | 82                      | 22       | 14                       | 29   |
| 7.                    | 9  | Scott Dixon        | Chip Ganassi Racing            | 82                      | 7        | –                        | 26   |
| 8.                    | 2  | Juan Pablo Montoya | Team Penske                    | 82                      | 6        | –                        | 24   |
| 9.                    | 28 | Ryan Hunter-Reay   | Andretti Autosport             | 82                      | 15       | –                        | 22   |
| 10.                   | 98 | Alexander Rossi    | Andretti Herta Autosport       | 82                      | 12       | –                        | 20   |
| 11.                   | 16 | Spencer Pigot      | Rahal Letterman Lanigan Racing | 82                      | 18       | –                        | 19   |
| 12.                   | 26 | Carlos Muñoz       | Andretti Autosport             | 82                      | 17       | –                        | 18   |
| 13.                   | 7  | Mihail Aljosin     | Schmidt Peterson Motorsports   | 82                      | 9        | –                        | 17   |
| 14.                   | 8  | Max Chilton        | Chip Ganassi Racing            | 82                      | 11       | –                        | 16   |
| 15.                   | 27 | Marco Andretti     | Andretti Autosport             | 82                      | 19       | –                        | 15   |
| 16.                   | 61 | Matthew Brabham    | PIRTEK Murray Team             | 82                      | 14       | –                        | 14   |
| 17.                   | 19 | Gabby Chaves       | Dale Coyne Racing              | 82                      | 23       | –                        | 13   |
| 18.                   | 14 | Szató Takuma       | A.J. Foyt Enterprises          | 82                      | 20       | –                        | 12   |
| 19.                   | 12 | Will Power         | Team Penske                    | 82                      | 10       | –                        | 11   |
| 20.                   | 41 | Jack Hawksworth    | A.J. Foyt Enterprises          | 82                      | 4        | –                        | 10   |
| 21.                   | 21 | Josef Newgarden    | Ed Carpenter Racing            | 82                      | 25       | –                        | 9    |
| 22.                   | 6  | J. R. Hildebrand   | Ed Carpenter Racing            | 81                      | 16       | –                        | 8    |
| 23.                   | 35 | Alex Tagliani      | A.J. Foyt Enterprises          | 81                      | 21       | –                        | 7    |
| 24.                   | 11 | Sébastien Bourdais | KVSH Racing                    | 20 (Mechanika)          | 8        | –                        | 6    |
| 25.                   | 10 | Tony Kanaan        | Chip Ganassi Racing            | 0 (Baleset)             | 5        | –                        | 5    |
| HIVATALOS VÉGEREDMÉNY |    |                    |                                |                         |          |                          |      |

## Statisztikák
Az élen töltött körök száma
- Simon Pagenaud: 57 kör (1–21), (26–40), (62–82)
- Conor Daly: 14 kör (46–59)
- Hélio Castroneves: 7 kör (41–45), (60–61)
- Graham Rahal: 2 kör (24–25)
- Charlie Kimball: 2 kör (22–23)

## A bajnokság élmezőnyének állása a verseny után
| Pozíció | Versenyző          | Pont |
| ------- | ------------------ | ---- |
| 1       | Simon Pagenaud     | 242  |
| 2       | Scott Dixon        | 166  |
| 3       | Juan Pablo Montoya | 160  |
| 4       | Hélio Castroneves  | 159  |
| 5       | Graham Rahal       | 133  |